# Steve Cook (fotbalist)
Steve Anthony Cook (n. 19 aprilie 1991, Hastings, Anglia) este un fotbalist aflat sub contract cu A.F.C. Bournemouth.